# Вулиця Кмитів Яр
Ву́лиця Кми́тів Яр — вулиця в Шевченківському районі міста Києва, місцевості Татарка, Кмитів яр. Пролягає від Загорівської вулиці до тупика.

## Історія
Вулиця виникла у 80-ті роки XIX століття. Назву отримала від яру, по якому пролягала. У першій половині ХХ століття також вживалася назва Максиміліяновська вулиця. Сучасну назву відновлено 1944 року.
Вулиця забудовувалася приватними садибами, переважно дерев'яними. У 1980-х роках всю стару забудову по вулиці Кмитів Яр було знесено. Станом на 2012 рік до вулиці не приписано жодного будинку.